# Oxford, North Carolina
Oxford är administrativ huvudort i Granville County i North Carolina. Orten fick sitt namn efter politikern Samuel Bentons plantage. Oxford hade 8 461 invånare enligt 2010 års folkräkning.

## Kända personer från Oxford
- Tiny Broadwick, fallskärmshoppare
- Franklin Wills Hancock, politiker